# Кашина Бругијера (Комо)
Кашина Бругијера је насеље у Италији у округу Комо, региону Ломбардија.
Према процени из 2011. у насељу је живело 11 становника. Насеље се налази на надморској висини од 313 м.